# Polyocha depressellus
Polyocha depressellus is een vlinder uit de familie snuitmotten (Pyralidae). De wetenschappelijke naam van deze soort is voor het eerst geldig gepubliceerd in 1885 door Swinhoe.
De soort komt voor in tropisch Afrika.